# ألكسندرا مورينو
ألكسندرا مورينو (بالإسبانية: Alexandra Moreno)‏ هي دراجة إسبانية، ولدت في 25 يناير 2000.

## وصلات خارجية
- ألكسندرا مورينو على موقع الاتحاد الدولي للدراجات (الإنجليزية)
- ألكسندرا مورينو على موقع إحصائيات الدراجات الإحترافية (الإنجليزية)
- ألكسندرا مورينو على موقع نسبة الدراجات (الإنجليزية)